# Capilla de San Pedro de Abajo (Güímar)
La capilla de San Pedro de Abajo se encuentra en el término municipal de Güímar, isla de Tenerife (Canarias, España).
Es bien de interés cultural, con categoría de monumento, desde 2006.

## Descripción
Es una sencilla construcción de planta de tendencia cuadrada, con muros de mampostería y bloques de hormigón, con cubierta a cuatro aguas de teja árabe. Su elemento más representativo es la gran portada de medio punto en cantería. En el interior, los frescos representan medallones con floreros en las paredes laterales, mientras que en el fondo aparece un dosel con angelotes.
El entorno de protección acoge dos casas terreras que flanquean la capilla, con idéntica solución en la cubierta y vanos modificados; mientras que al otro lado de la calle de San Pedro de Abajo, la plaza constituye el escenario de diversos actos durante las fiestas patronales.
En el año 2012 fue colocada en la iglesia una imagen de la Virgen de Luján (patrona de Argentina). La imagen fue donada por un ciudadano argentino residente en Tenerife, oriundo de la ciudad de Luján. La entronización solemne de la Virgen fue promovida por el Consulado de la República Argentina en Canarias y la capilla de San Pedro de Abajo. También colaboraron en dicho acto la Casa de Argentina en Tenerife y el Ayuntamiento de Güímar.